# 高原川

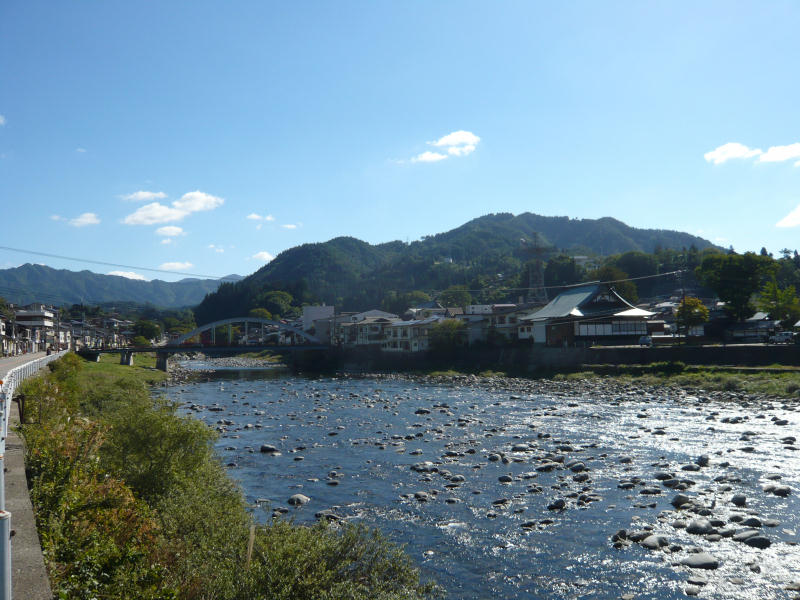
高原川（飛騨市船津）

高原川（たかはらがわ）は、岐阜県北部及び富山県を流れる神通川水系の河川。日本有数の急流河川の一つであり、流域には奥飛騨温泉郷が広がる。蒲田川合流までは別名を平湯川、もずも川と呼ばれる。

## 地理
岐阜県高山市の長野県境に位置する乗鞍岳の北麓に源を発し、高山市奥飛騨温泉郷平湯、福地の集落を抜け栃尾で蒲田川を合わせる。蒲田川の流入後は西へ流れ、徐々に進路を北に取りながら飛騨市の旧神岡町市街地（船津）を貫流する。
飛騨市北端の富山県境で宮川に合流、神通川となって日本海に注ぐ。
流域は非常に急峻な地形であり、標高1,300〜2,000mの飛騨高地に標高差1,000m以上の断崖を作りながら流下している。
神岡市街地である船津の町は「すり鉢の底」に喩えられており、川に沿う国道41号には多くのトンネルが作られている。

### 跡津川断層
跡津川断層は、富山県の有峰湖から白川村に至る、全長約70kmの右横ずれ断層である。船津より北へ約6km、漆山集落から土集落にかけての区間で断層線が高原川と交差しており、断層運動による流路の屈曲が非常に明瞭である。

## 公害

### イタイイタイ病
イタイイタイ病は、四大公害病の一つ。神岡鉱山から高原川に廃棄された鉱業廃液により引き起こされたものである。

## 流域の自治体
岐阜県
高山市、飛騨市
富山県
富山市

## 主な支流
- 蒲田川
- 双六川（金木戸川）
- 蔵柱川
- 吉田川
- 山田川
- 跡津川

## ダム
- 浅井田ダム
- 双六ダム 支流の双六川のダム

## 主な橋梁

### 道路
- 宝橋
- 柳橋
- 新吉野大橋
- 釣瓶橋
- 神岡大橋
- 高原川橋
- 新猪谷橋（1964年3月初め着工、同年9月完成、長さ72m、幅員4.5mの単純トラス橋）[1]

### 鉄道 （いずれも廃止）
- 第一高原川橋梁（神岡鉄道神岡線〔廃線〕）
- 第二高原川橋梁（同上）
- 第三高原川橋梁（同上）
- 第四高原川橋梁（同上）